# Immunocompétence
L'immunocompétence est la capacité du corps à produire une réponse immunitaire normale, après exposition à un antigène. L'immunocompétence est le contraire de l'immunodéficience, de l'immuno-incompétence et de l'immunosuppression. 
- Un nouveau-né dont le système immunitaire n'est pas complètement développé, mais qui est partiellement protégé par les anticorps de sa mère, est considéré immunodéficient.
- Un patient infecté par le virus de l'immunodéficience humaine (VIH) à un stade avancé (sida) voit son système immunitaire dégradé : il est appelé immuno-incompétent.
- Un receveur d'organe à qui l'on administre un traitement immunosuppresseur afin de prévenir le rejet de la greffe par son propre système immunitaire, se retrouve en état d'immunosuppression.